# CU Virginis

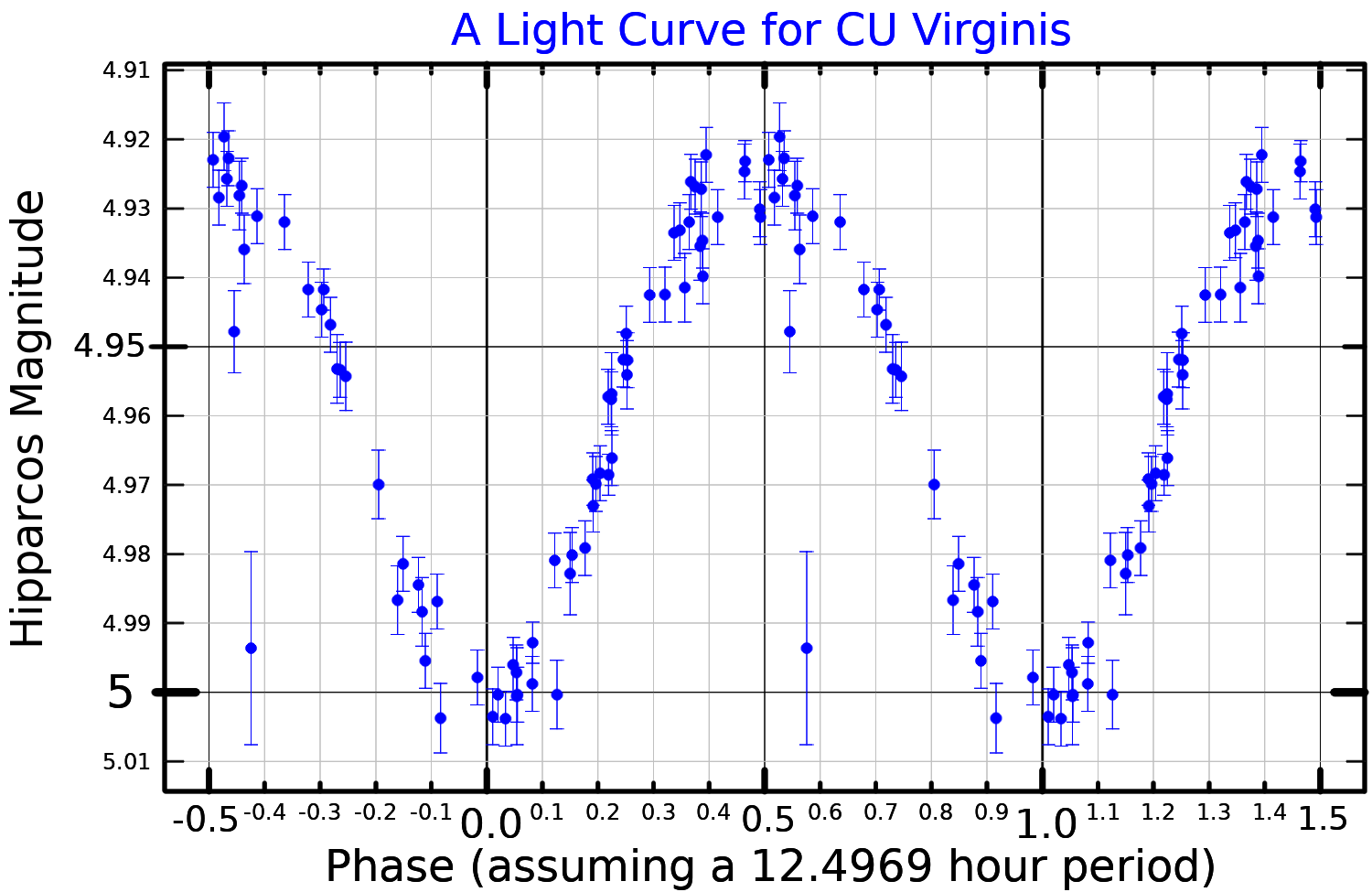
Curva de luz variable de CU Virginis. La fase indicada está asociada al período de oscilación de la estrella.

CU Virginis (CU Vir / HD 124224 / HR 5313) es una estrella variable en la constelación de Virgo de magnitud aparente +5,01. Se encuentra a 262 años luz del sistema solar.
De tipo espectral A0VpSi, CU Virginis es una estrella magnética químicamente peculiar, con un campo magnético dipolar oblicuo. Clasificada como variable Alfa2 Canum Venaticorum, pertenece a un grupo de estrellas cuyos espectros presentan líneas realzadas de algunos elementos, variando su intensidad con la rotación de la estrella. α2 Canum Venaticorum y CW Virginis —esta última también en la constelación de Virgo— son dos representantes de este grupo. El período de CU Virginis (0,5207 días) es uno de los más cortos dentro de este tipo de variables.
CU Virginis muestra una emisión continua en longitudes de onda de radio, interpretada como emisión girosincrotrón procedente de una fina capa magnetosférica. Se ha observado un componente polarizado circularmente y altamente direccional que se solapa con la emisión continua dos veces por rotación, cuando el eje magnético se sitúa en el plano del cielo; esta emisión parece estable en una escala de tiempo de varios años.